# 南京奥林匹克博物馆
南京奥林匹克博物馆是位于中华人民共和国江苏省南京市的一座奥林匹克主题博物馆，由国际奥委会委员、国际奥委会文化与遗传传承委员会主席吴经国创办。博物馆为庆祝2014年南京夏季青年奥林匹克运动会和弘扬奥林匹克精神而建，以“回望历史、交融文化、见证成长、分享惊喜”为设计理念，现如今已成为南京青奥会遗产的重要组成部分。
2014年8月17日，时任中华人民共和国国务院副总理刘延东与国际奥委会主席托马斯·巴赫一同启动博物馆的揭幕仪式，该座博物馆成为了第一个在奥运会举办前就已落成的奥林匹克博物馆。
2015年9月，南京奥林匹克博物馆加入国际奥林匹克博物馆联盟。

## 馆藏
南京奥林匹克博物馆全馆总占地面积7896平方米，主展区面积5034平方米，共有1275件藏品，其中包括现代奥林匹克之父顾拜旦先生的亲笔手稿、历届奥运会火炬的展示墙、历届国际奥委会主席的蜡像等，博物馆称所有的火炬都不是复制品。除此之外，博物馆还设有巨型影幕、3D电影院和多项运动模拟室。
2016年4月，南京市体育局、南京奥林匹克博物馆与国际轮滑联合会签订了关于首座世界轮滑博物馆建设的三方合作协议。 2016年9月10日，世界轮滑博物馆在南京奥林匹克博物馆馆内落成。 世界轮滑博物馆馆标为“SK8”，馆内包含五个区域，分别为Start（开始）、Knowledge（知识）、Applause（喝彩）、Touch（接触）、Enjoy（享受），每部分的首字母构成英文单词Skate。馆内还拥有虚拟现实体验区和体感游戏机。

## 活动
2023年10月11日，第四届世界体育名城发展峰会在南京奥林匹克博物馆举行，南京市委常委、宣传部长陈勇出席开幕式并致辞。